# Giraffe
Giraffe er en dansk-tysk dramafilm fra 2019, der er skrevet og instrueret af den danske, men i Tyskland bosiddende Anna Sofie Hartmann. Den omhandler antropologen Dara, der fra Berlin vender hjem til sin fødeø Lolland for at registrere forandringerne i lokalsamfundet, der følger af byggeriet af Femern Bælt-forbindelsen. Undervejs får Dara en kærlighedsaffære med den yngre polske bygningsarbejder Lucek.
Filmen er tysk produceret, men handlingen foregår på Lolland, hvor også optagelserne fandt sted med deltagelse af både tyske og danske filmfolk og medvirkende. Giraffe havde verdenspremiere på filmfestivalen i Locarno i august 2019. Filmen blev vist første gang i Danmark 11. november 2019 ved en forevisning i Nakskov Teatersal i Hartmanns hjemby Nakskov.

## Handling
Den danske antropolog Dara (spillet af Lisa Loven Kongsli) bor i Berlin, men vender hjem til sin fødeø Lolland for at dokumentere lokalområdet, inden det forandrer sig endegyldigt på grund af byggeriet af Femern Bælt-forbindelsen mellem Danmark og Tyskland. Dara interviewer lokale, der er tvunget til at forlade deres hjem på grund af tunnelbyggeriet, udforsker efterladte huse og fascineres af en gammel dagbog. Dara har en kæreste i Berlin, men indleder alligevel en affære med den 14 år yngre sympatiske polske bygningsarbejder Lucek (spillet af Jakub Gierszal). De har begge det tilfælles, at de er på besøg på øen og savner et tilhørsforhold. Lucek arbejder på fibernettet til tunnelen sammen med de andre polske arbejdere, der alle savner deres familier. Filmen giver dermed også et indblik i en overset nutidig migrantkultur i Danmark.
Filmens titel afspejles i filmens første billeder, hvor to giraffer i Knuthenborg Safaripark kigger ind i kameraet. De repræsenterer både filmens tema om globalisering gennem et mikrokosmos på Lolland og filmens og hovedpersonens antropologiske overblik. I den britiske avis The Guardian mente anmelderen, at girafferne symboliserede fremmedgørelse og forflyttelse til et andet sted end hjemstavnen.

## Medvirkende
Hartmann brugte ikke-professionelle skuespillere i flere af rollerne. Det gjaldt blandt andet de danske landmandsfamilier og de polske anlægsarbejdere.
- Lisa Loven Kongsli –  Dara
- Jakub Gierszał – Lucek
- Maren Eggert – Käthe
- Juni Dahr – Gudrun
- Birte Nielsen – Birte
- Leif Nielsen – Leif
- Christoph Bach – Christoph
- Janusz Chojnacki – Janusz

## Modtagelse

### Priser
Giraffe blev af de tyske filmkritikere udråbt til årets bedste spillefilm i 2021. Filmen var desuden nomineret til filmkritikernes pris for det bedste manuskript, og Lisa Loven Kongsli for den bedste kvindelige hovedrolle. Giraffe vandt også FIPRESCI-prisen (de internationale kritikeres pris) ved filmfestivalen i Wien (Viennalen) i 2019. I Danmark var den nomineret til en talentpris for nye danske instruktører ved CPH PIX i 2019.

### Danmark
Netmagasinet Soundvenue tildelte filmen fire stjerner ud af seks. Anmelderen Freja Dam skrev, at den talentfulde Hartmann lavmælt og antropologisk nysgerrigt fortalte om globaliseringens indtog helt ind i Udkantsdanmark. Hun tilføjede, at filmen var for de tålmodige, og at hun godt kunne have ønsket sig mere fremdrift og mere indhold i Daras karakter, som virkede lidt intetsigende, men at filmen til gengæld gav et fint indblik i et lille lokalsamfund, der afspejlede den store verdensfortælling. Anmelderen Frederik Bojer Bové på det danske kulturnetmedie POV udnævnte Giraffe til den bedste danske film fra 2019 foran blandt andet Før frosten og Dronningen.

### Andre lande
I den britiske avis The Guardian fik filmen tre ud af fem stjerner, og anmelderen Peter Bradshaw kaldte filmen elegant, kryptisk og gådefuld. i New York Times kaldte anmelderen filmen for tanke- og indsigtsfuld.